# Rundstreckenrennen
Ein Rundstreckenrennen ist nach der Definition des Internationalen Sportgesetzes ein Wertungslauf, der auf geschlossener Rennstrecke (Rundkurs) zwischen zwei oder mehreren Automobilen oder Motorrädern stattfindet, die gleichzeitig auf derselben Strecke fahren, wobei die Geschwindigkeit oder die zurückgelegte Distanz in einer vorgegebenen Zeit bestimmend sind.
Um einen fairen und spannenden Wettbewerb zu erreichen, gehören die Starter eines Rennens in der Regel der gleichen Fahrzeugklasse an. Bei manchen Rennen wie von Automobil- oder Motorradherstellern unterstützten Markenpokalen starten alle Teilnehmer mit identischen Fahrzeugen. Möglich sind auch gemischte Starterfelder mit verschiedenen Fahrzeug- und Hubraumklassen. Verboten sind dagegen Kombinationen aus Zwei- und Vierrädern, und aus Touren- und Formelwagen.
Das Abhalten von öffentlichen Rundstreckenrennen war in der Schweiz seit dem Unfall bei den 24 Stunden von Le Mans 1955 gesetzlich untersagt – u. a. mit Ausnahme von Karts bis 250 cm³ Hubraum. Am 31. Mai 2022 wurde das Verbot abgeschafft (siehe: Motorsport-Verbot#Schweiz).